# Lukas Zwickle
Lukas Zwickle (3. února 1803 Feldkirch – 10. června 1856 Feldkirch) byl rakouský státní zástupce a politik německé národnosti z Vorarlberska, během revolučního roku 1848 poslanec Říšského sněmu.

## Biografie
Pocházel z rodiny lékárníka Lukase von Zwickleho. Vystudoval gymnázium ve Feldkirchu v letech 1817–1821. Působil jako právník. V roce 1828 nastoupil jako kriminální praktikant na zemský soud ve Feldkirchu. V roce 1846 se stal adjunktem I. třídy na zemském soudu v Sonnenbergu. V letech 1850–1856 vedl nově zřízený úřad státního návladního ve Feldkirchu. Byl mu udělen Zlatý záslužný kříž s korunou. Roku 1849 se uvádí jako Lukas von Zwickle, adjunkt c. k. zemského soudu ve Feldkirchu.
Během revolučního roku 1848 se zapojil do veřejného dění. Ve volbách roku 1848 byl zvolen i na ústavodárný Říšský sněm. Zastupoval volební obvod Feldkirch. Tehdy se uváděl coby adjunkt zemského soudu. Působil jako zapisovatel Říšského sněmu. Na sněmu hlasoval s konzervativní pravicí.
V roce 1848 byl zvolen i do Frankfurtského parlamentu, ale volbu nepřijal a mandátu v celoněmeckém parlamentu se neujal.